# Affondatore
Аффондато́ре (итал. Affondatore) — броненосец военно-морских сил Италии, первый итальянский корабль с артиллерией в башнях. В сражении у Лиссы 20 июля 1866 года с австрийским флотом (окончившемся решительной победой австрийцев под командованием адмирала Вильгельма фон Тегетгофа) был флагманским кораблём командующего флотом графа Карло Пеллион ди Персано. Название корабля можно перевести как «потопляющий, потопитель».

## Постройка
Построен в Великобритании, на верфи в Миллуолле (район Лондона) по итальянскому заказу 1863 года. Получил башни, созданные по проекту Купера Фипса Кольза, известного британского кораблестроителя. В соответствии с существовавшими в те годы воззрениями на тактику морского боя, был оснащён тараном длиной 7,8 м (26 футов) и в некоторых источниках классифицировался как броненосный таран или башенный таран. Основное вооружение состояло из двух нарезных дульнозарядных орудий фирмы Армстронга калибром 229 мм (в двух одноорудийных башнях), вес снаряда которых был 300 фунтов (136,2 кг); корабль имел также два гладкоствольных орудия устаревшего образца и несколько малокалиберных орудий. При постройке «Аффондаторе» был учтён опыт морских сражений гражданской войны в США. Броненосец, имевший две мачты, получил парусную оснастку шхуны (косые паруса).
Постройка броненосца затянулась в значительной степени из-за разорения фирмы-строителя и передачи работ другой британской фирме. Он был спущен на воду в 1865 году, став самым современным и мощным итальянским кораблём, хотя, по некоторым данным, при испытаниях так и не смог развить проектной скорости, а осадка оказалась превышенной.
К моменту начала Австро-прусско-итальянской войны «Аффондаторе» едва успел прибыть в распоряжение итальянского флота (через 5 дней после объявления войны он был ещё на пути в Италию из Гибралтара). Острая необходимость в получении такого мощного корабля во время войны заставила командование отказаться от исправления имевшихся на нём неполадок.

## Битва при Лиссе
«Аффондаторе» прибыл в Адриатическое море к острову Лисса (ныне Вис) за день до сражения, когда главные силы итальянского флота под командованием Персано находились там уже несколько дней. До прибытия «Аффондаторе» командующий не желал вступать в бой с австрийском флотом.
Уже в виду австрийского флота Персано, державший флаг на броненосце «Ре д’Италия», неожиданно решил перенести флаг на «Аффондаторе», что внесло неразбериху в управление итальянскими силами. Во время сражения Персано на «Аффондаторе» первое время маневрировал, находясь вне боевой линии, однако затем вступил в бой с австрийскими деревянными кораблями коммодора Пеца. Он едва избежал столкновения с австрийским парусным линейным кораблём «Кайзер», пройдя с ним борт о борт и добившись нескольких попаданий в него (один из снарядов нанёс австрийскому кораблю большой ущерб и причинил потери в 20 чел.). При этом, по ряду свидетельств, артиллеристы «Аффондаторе» давали промахи даже на самой близкой дистанции, вероятно потому, что от волнения заряжали орудия одним порохом, без снарядов.
В бою потери экипажа «Аффондаторе» были незначительны, повреждения также невелики (был, в частности, сорван с креплений якорь), однако корпус броненосца был сильно расшатан и в нём образовались многочисленные течи. Броня «Аффондаторе» не была пробита ни разу, впрочем, как и у других кораблей, участвовавших в сражении. 26 августа «Аффондаторе» затонул в гавани Анконы во время шторма, либо из-за ослабления корпуса в результате сражения, либо из-за сильного заливания волнами.

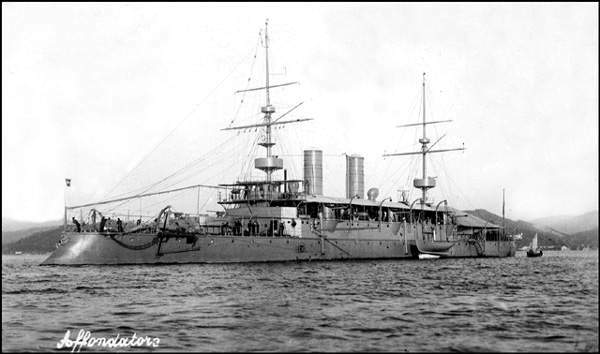
«Аффондаторе» после модернизации. 1890-е годы

## Последующая служба
«Аффондаторе» был поднят и после капитального ремонта снова вошёл в строй в 1870 году. Он больше не участвовал ни в каких боевых действиях. Корабль прошёл модернизацию в 1890-е годы. В конце своей карьеры броненосец был вооружен двумя 254-мм, шестью 120-мм и несколькими малыми орудиями и двумя торпедными аппаратами. «Аффондаторе» был исключён из списков флота и сдан на слом в 1907 году. Некоторое время перед списанием он использовался как плавучий склад боеприпасов.